# Rejectaria albolineata
Rejectaria albolineata là một loài bướm đêm trong họ Noctuidae.